# Swatch Group
Swatch Group est une entreprise multinationale cotée au Swiss Leader Index, étant sorti du Swiss Market Index depuis septembre 2021. Sa raison sociale est inscrite à Neuchâtel en Suisse, alors que son siège administratif principal est situé à Bienne, également en Suisse. C'est la plus importante société d'horlogerie du monde, produisant une grande variété de montres et d'éléments pour la fabrication des montres : avec 160 usines au total, l'entreprise fournit ses concurrents en mouvements horlogers sous sa filiale ETA. En valeur, elle représente 19,6 % des ventes mondiales du secteur en 2015.
Elle est née de la fusion en 1983 des deux grands groupes horlogers helvétiques : l'ASUAG, fondé en 1931 (Longines, Rado, etc.) ; et la SSIH, fondé en 1930 (Omega, Tissot, Lemania Watch). À la suite d'une étude stratégique de la société Hayek Engineering, cette nouvelle holding prend tout d'abord le nom de Société de Microélectronique et d'Horlogerie (SMH). Mais devant le succès de la Swatch en plastique, la holding est renommée « The Swatch Group » en 1998. Son fondateur Nicolas Hayek meurt le 28 juin 2010 d'une crise cardiaque, à l'âge de 82 ans. Son fils Nick lui succède. Sa fille Nayla Hayek est élue à l'unanimité la présidente du conseil d’administration de Swatch Group le 30 juin 2010. Le groupe, disposant d'une trésorerie de plus d'un milliard d'euros et de sa propre banque, cultive l'indépendance : « Nous n'avons jamais de dettes, ce qui nous permet de ne dépendre d'aucune banque », précise Nick Hayek.

## Historique

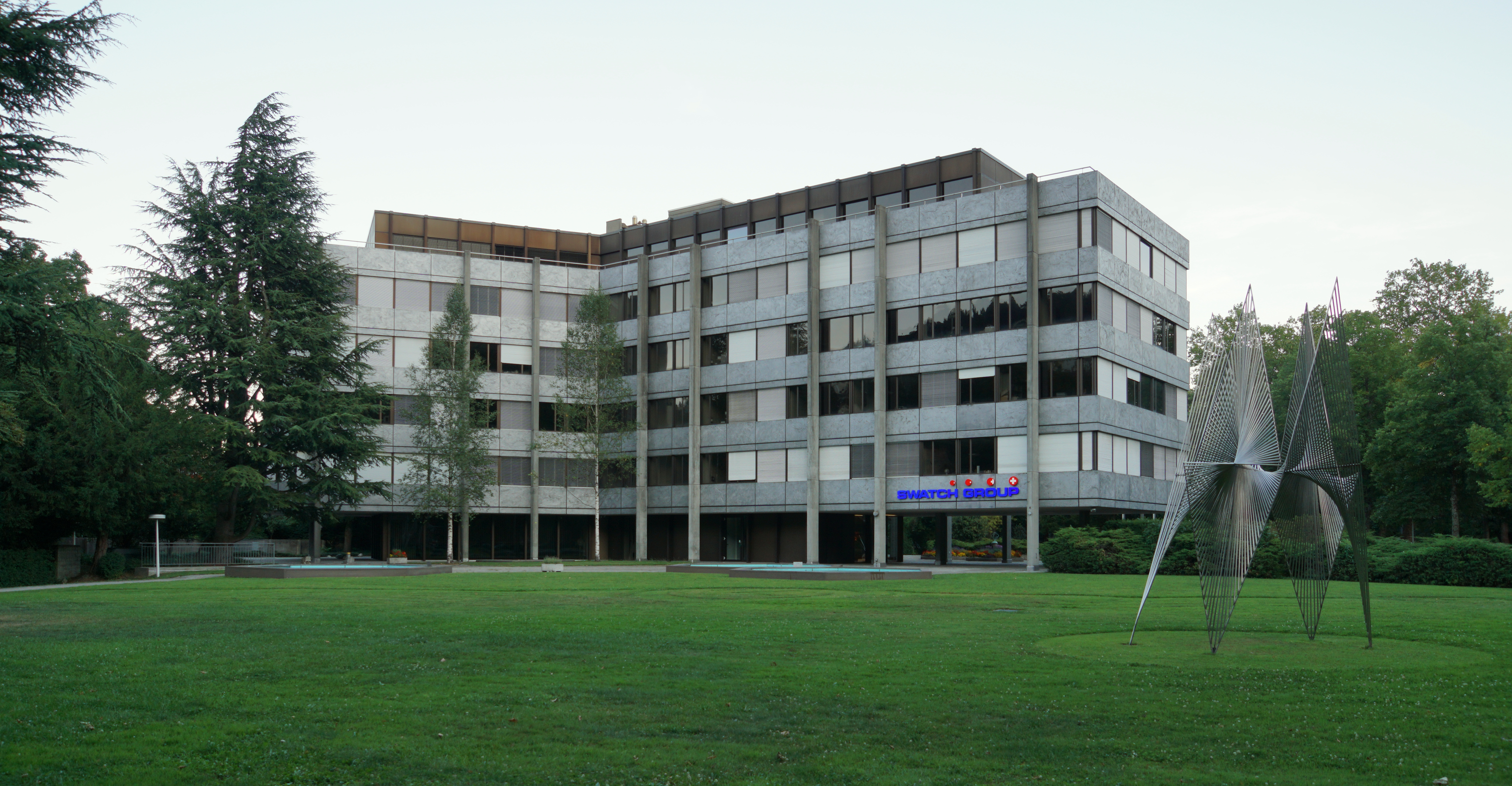
Siège social de l'entreprise à Bienne

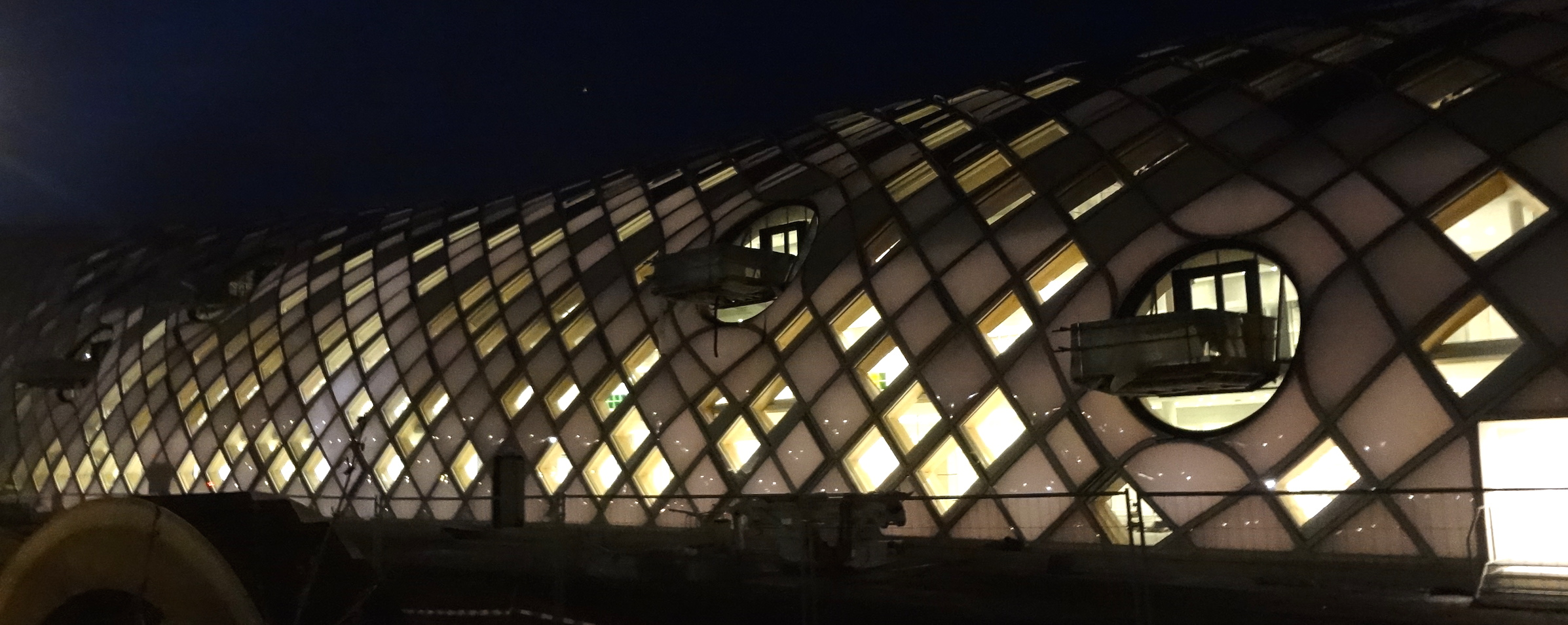
Bâtiment à Bienne, 2018.

Après la crise des années 1970, dite crise du quartz, l’industrie horlogère suisse connait un renouveau à partir de 1984. Une étude de marché réalisée par la société de conseil HEAG, appartenant à Nicolas Hayek, préconise la fusion de la holding Allgemeine Schweizerische Uhrenindustrie (ASUAG) et le holding Société suisse pour l'industrie horlogère (SSIH) dans la Société de microélectronique et d'horlogerie (SMH). Cette nouvelle holding va donner naissance au Swatch Group. Le siège de la SMH était à Bienne, où se trouve toujours le siège du groupe actuel.
Toutefois, l'invention de la montre Swatch remonte aux années 1980. Ses deux concepteurs techniques sont Elmar Mock, ingénieur en horlogerie et en matières plastiques et Jacques Müller, ingénieur, spécialiste des mouvements d’horlogerie. Le concept stratégique a quant à lui été élaboré par Ernst Thomke (CEO), avec l'assistance du consultant marketing externe Franz Sprecher. Tous trois actifs durant cette période à ETA, manufacture de mouvements du Swatch Group. La Swatch, cette petite montre en plastique, a permis de « sauver » l'horlogerie suisse. Les créateurs du design de la Swatch sont Marlyse Schmid et Bernard Muller, indépendants et dont l'entreprise, Schmid Muller Design se trouve à Chézard-Saint-Martin dans le canton de Neuchâtel. En 1998, SMH devient The Swatch Group pour rendre hommage à cette montre en plastique emblématique de la renaissance horlogère suisse.
En 1999, Swatch Group rachète Breguet à Investcorp.
En avril 2020, dans le cadre de la pandémie de Coronavirus, le groupe annonce une baisse du dividende au titre de 2019 de 30%.

## Actionnaires
Liste des principaux actionnaires au 2 janvier 2022 :
| Nom                                               | %        |
| ------------------------------------------------- | -------- |
| Estate of Georges Nicolas Hayek                   | 2,550 %  |
| SEI Investments Company (Europe) Ltd. (en)        | 0,6960 % |
| Générali Investments Europe SpA SG (France)       | 0,6800 % |
| Universal-Investment-Gesellschaft mbH (Invt Mgmt) | 0,3321 % |
| Eurizon Capital SGR SpA (en)                      | 0,3232 % |
| Pioneer Alternative Investment Management Ltd.    | 0,2505 % |
| UBS AG (Investment Management)                    | 0,2302 % |
| State Street Global Advisors Ireland Ltd.         | 0,2287 % |
| BayernInvest Kapitalverwaltungsgesellschaft mbH   | 0,2220 % |
| Mensarius AG                                      | 0,2134 % |

## Activités

### Horlogerie

#### Marques
Swatch Group est présent au travers de plusieurs marques de montres et possède une position de leader sur tous les segments du marché à part le luxe, avec une gamme, couverte par 18 marques en 2015, de « 28 euros à l'infini ou presque ». La plupart d'origine suisse, certaines fondées à l'étranger, mais contrôlées par le groupe, voire rapatriées en Suisse.
- Gamme d'exception
  - Breguet
  - Harry Winston
- Gamme de luxe et prestige
  - Omega
  - Blancpain
  - Glashütte Original (Allemagne)
  - Jaquet Droz
  - Léon Hatot
- Haut de gamme
  - Longines
  - Rado
  - Union Glashütte (Allemagne)
- Milieu de gamme
  - Tissot
  - Balmain
  - Certina
  - Mido
  - Hamilton
- Entrée de gamme
  - Flik Flak : la marque de montres pour enfants de Swatch Group
  - Swatch

La particularité des montres Swatch et Flik Flak est le faible nombre de composants. Seule la pile est remplaçable. En effet, le mouvement d'horlogerie est placé par le devant de celle-ci, le verre refermant le tout, soudé aux ultrasons. La montre en version de base comporte 51 pièces d'horlogerie, contre plus de 150 pour une montre traditionnelle, selon le concept Swatch. Ces montres, de haute qualité technique, sont scellées et donc conçues pour ne pas devoir être réparées. Un « puits de pile » étanche permet le changement de la batterie pour toutes les versions non mécaniques.[réf. nécessaire]
Le groupe met un terme en septembre 2011 à sa collaboration initiée en 2008 avec l'entreprise américaine Tiffany & Co. pour la fabrication de montres sous la marque Tiffany Watch Co. Ltd[réf. nécessaire].
Endura, fondée en 1966, n'est pas une marque dont la première vocation est d'être publique ; elle produit sous licence des montres entrée de gamme pour des entreprises tierces : ces montres sont soit commercialisées par les marques, soit commercialisées par le groupe.[réf. nécessaire]
Les trois marques principales du groupe sont Omega, Longines, et Tissot. La marque Omega réalise environ un tiers du chiffre d'affaires du groupe et deux tiers des profits. Le chiffre d'affaires du groupe étant réalisé pour plus de la moitié en Chine.

#### Autres entreprises horlogères
- ETA Manufacture Horlogère, montres et mouvements
- Lemania, chronographes, mouvements avec complication, devenu Manufacture de Haute Horlogerie Breguet.
- Frédéric Piguet, mouvements aux qualités spéciales (plates, petites, compliquées), devenu Blancpain
- Valdar, ingénierie micromécanique, devenu CHH-Microtechnique
- François Golay, ingénierie micromécanique, devenu CHH-Microtechnique
- Comadur, pierres d'horlogeries, glaces saphir, céramique décor
- Nivarox, parties oscillantes, indexes et échappements
- Meco, couronnes, poussoirs
- Universo, aiguilles, indexes, glaces hésalite
- Rubattel & Weyermann, cadrans
- MOM Le Prélet, cadrans
- Lascor, boîtes, bracelets
- Favre & Perret, boîtes
- Manufacture Ruedin SA, boîtes
- Simons & Membrez, boîtes, bracelets devenu Blancpain habillage
- Moebius, huile pour horlogerie

### Vente au détail

#### Monomarques
Sous la responsabilité de chaque marque.
- Magasins Swatch, Omega, Blancpain, Breguet…

#### Multimarques
Sous direction commune
- Réseau Tourbillon (en)
- Réseau Hour Passion (Aéroports)
- Réseau Hour Passion (Centre-ville), avec une première boutique, fin 2012, située rue de Sèvres et regroupant les marques moyen et haut de gamme du Swatch Group[11].

### Bijoux
- DYB
- Swatch
- Leon Hatot

### Électronique
Le Swatch Group Electronic System réunit les marques suivantes :
- EM Microelectronic, fabricant de circuits intégrés miniatures.
- Renata Batteries (en), fabricant de batteries miniatures.
- Micro Crystal (de), fabricant d'oscillateurs miniatures.
- Swiss Timing, chronométrage sportif.

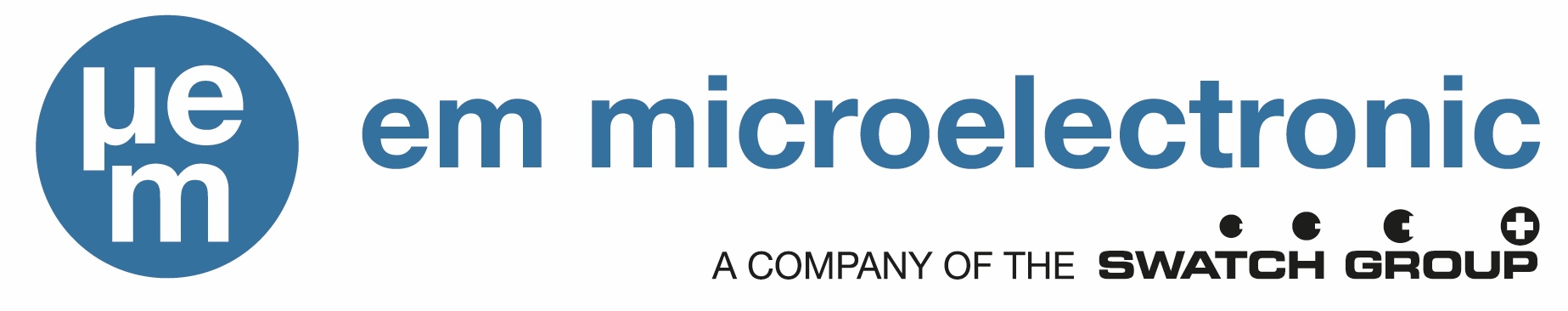
EM Microelectronic
Renata Batteries
Micro Crystal

### Recherche et Développement
- ASULAB, laboratoire de recherche et développement

### Automobile

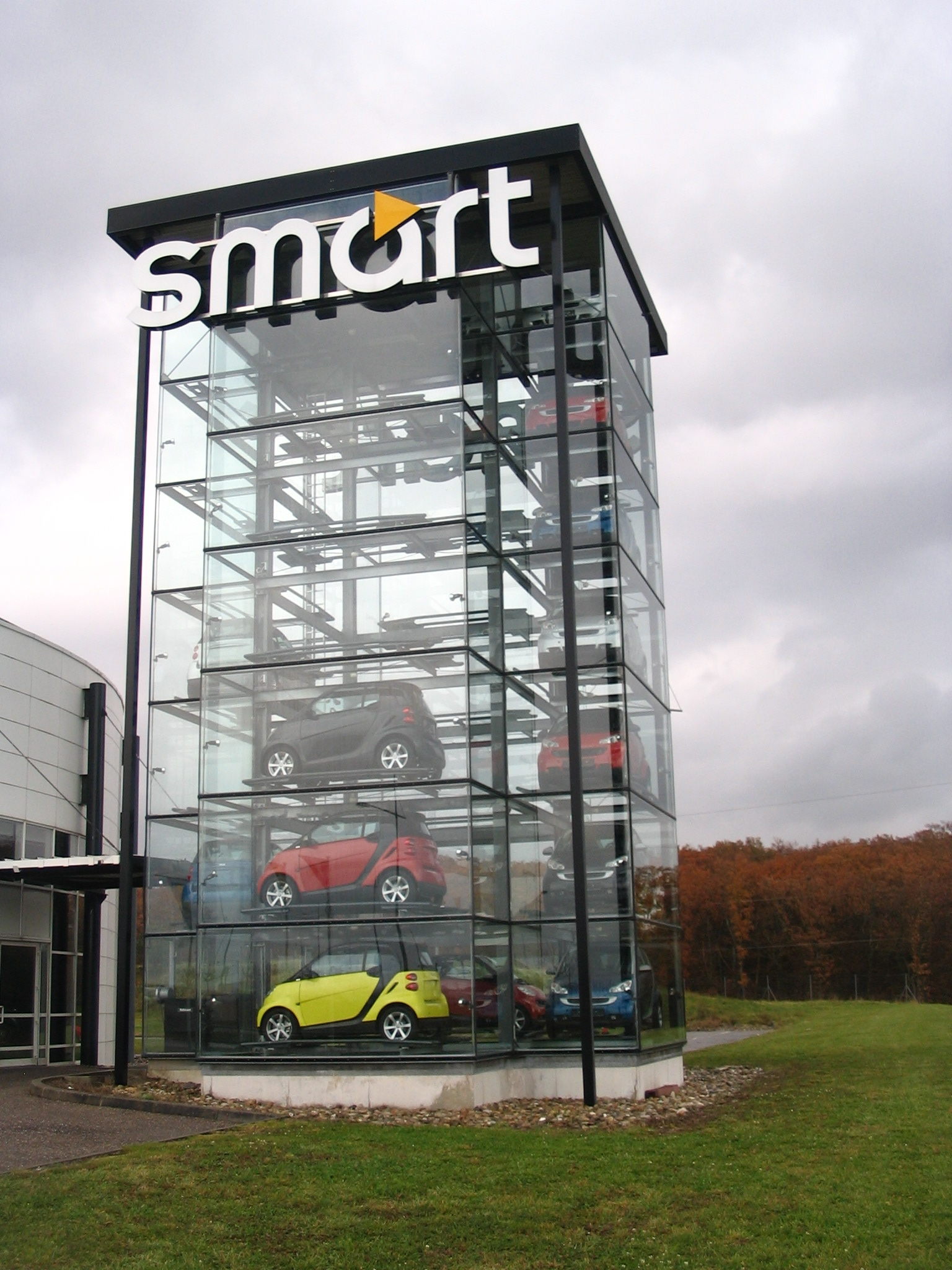
Le Smart center à Hambach.

Le groupe développe et construit la voiture citadine Smart (à l'origine swatchmobile) Smart (dérivé du nom de projet Swatch Mercedes Art car) est une marque automobile spécialisée dans la manufacture de micro-voitures citadines à deux places et créée en 1994 sous l'impulsion du groupe Swatch en collaboration avec le constructeur allemand Mercedes-Benz.
Fondée en Suisse en 1994 sous le nom de Micro Compact Car AG (MCC), l'entreprise opère de 2002 à 2006 sous le nom Smart GmbH, puis est entièrement reprise et incorporée dans la division Mercedes-Benz du groupe allemand Daimler AG.
- Développement d'un moteur hybride
- Le groupe continue toujours à développer et produire des éléments pour l'industrie automobile

### Autre
En 1998, la marque Swatch a lancé un format horaire alternatif destiné à simplifier les échanges sur Internet : l'Heure Internet.
Le groupe a créé en 2008 l'entreprise Belenos Clean Power qui promeut une énergie « propre » au service de la mobilité, elle a comme projet principal de développer une automobile qui fonctionne à l'hydrogène.

## Abus de position dominante
À plusieurs reprises, le groupe Swatch fait l'objet d'enquêtes de la part de la Commission de la concurrence suisse (COMCO) pour infraction à la loi suisse sur les cartels (LCart).
ETA Manufacture Horlogère, filiale du Groupe Swatch, produit et livre des mouvements et des assortiments pour plusieurs entreprises horlogères dans l'Arc jurassien. Au cours du temps, ETA devient le seul producteur de ces pièces non assemblées (appelées collectivement ébauches). Voyant que ses produits sont parfois retravaillés par des concurrents de Swatch, le groupe fondé par Nicolas Hayek décide au début des années 2000 d'arrêter de livrer des ébauches à ses concurrents. La COMCO se saisit de l'affaire et décide d'ouvrir une enquête contre ETA en 2002, qui se conclut par un accord à l'amiable en 2004. Toutefois, la COMCO ouvre de nouveau une enquête en 2008 pour des soupçons d'abus de position, dans la mesure où ETA effectue des changements de prix et de conditions de prix qui seraient contraire à la LCart. Cette enquête se solde également par un accord à l'amiable, où le groupe Swatch est contraint à la livraison des ébauches jusqu'en 2019 à tous ses clients, mais aux mêmes prix et aux mêmes conditions. En 2020, la COMCO analyse de nouveau le marché et constate par décision formelle que l'industrie est en mesure de trouver d'autres fournisseurs d'ébauches, mais ETA (et donc le groupe Swatch) reste en position dominante.
En juin 2021, la COMCO ouvre de nouveau une enquête envers le groupe Swatch, mais contre sa filiale Nivarox, également pour des soupçons d'abus de position dominante dans le marché des mouvements.